# Гордана Бјелица
Гордана Бјелица (Обреновац, 23. октобар 1959) српска је филмска, позоришна и телевизијска глумица. 

## Биографија
Гордана Бјелица је рођена у Обреновцу, 23. октобра 1959. године. Завршила је обреновачку гимназију и Академију драмских уметности. Позната је по улогама у филмовима и серијама из осамдесетих и деведесетих, а најпознатија по улози секретарице коју је тумачила у телевизијској серији Срећни људи, као и у серији Горе доле и филму Довиђења у Чикагу.

## Улоге
| Год.       | Назив                                                       | Улога                          |
| ---------- | ----------------------------------------------------------- | ------------------------------ |
| 1980-е     |                                                             |                                |
| 1981.      | Лаф у срцу                                                  | Цимерка Владимирове девојке    |
| 1982.      | Савамала                                                    |                                |
| 1982.      | Пикник (кратки филм)                                        |                                |
| 1984.      | Тајни дневник Сигмунда Фројда (америчко-југословенски филм) |                                |
| 1984.      | Бањица (серија)                                             |                                |
| 1985.      | Оркестар једне младости                                     | Нена                           |
| 1986.      | Херој улице (ТВ)                                            |                                |
| 1987.      | Бригада неприлагођених (америчко-југословенски филм)        | Руски официр                   |
| 1990-е     |                                                             |                                |
| 1991.      | Бољи живот (серија)                                         | Проститутка                    |
| 1993.      | Рај (ТВ)                                                    | Проститутка                    |
| 1996.      | Довиђења у Чикагу                                           | Секретарица Киви               |
| 1993—1996. | Срећни људи (серија)                                        | Попарина секретарица Беба      |
| 1996.      | Горе доле (серија)                                          | Бошкова секретарица на клиници |
| 1997.      | Расте трава (ТВ)                                            | Јасна                          |
| 1998.      | Џандрљиви муж (ТВ)                                          | Учитељица                      |
| 2000-е     |                                                             |                                |
| 2001.      | Породично благо (серија)                                    | Ленина мајка Лидија            |
| 2006—2009. | Сељаци (серија)                                             | Кића                           |
| 2010-е     |                                                             |                                |
| 2013.      | Звездара (серија)                                           | Кети                           |
| 2020.      | Ургентни центар (серија)                                    | Милена Арсић                   |
| 2021.      | Три мушкарца и тетка                                        | Данијелина мајка Гордана       |

## Занимљивости
- У емисији Минимаксовизија је изјавила да је Мирослав Лазански отац њеног детета, иако је он био ожењен. Након тога, једно време није глумила.[2]